# Adelina Escandell Grases
Adelina Escandell Grases   (Barcelona, 22 de març de 1954) és una política i mestra jubilada catalana, militant de Comunistes de Catalunya, ha sigut senadora en representació d'aquest partit en el marc de la coalició entre Esquerra Republicana de Catalunya - Sobiranistes. Va ser presidenta de la Fundació l’Alternativa entre l'any 2014 i 2020, actualment és membre del patronat de la Fundació.
Actualment jubilada de la docència, ha treballat com a mestra. Va iniciar el seu camí en l'àmbit d'una cooperativa de mestres i, amb la Llei 14/1983, realitza les proves d'accés, convertint-se en mestra d'escola pública, on ha desenvolupat el treball docent fins a la jubilació l'estiu de 2014. A més de mestra, és Llicenciada en Psicologia.
Va iniciar la seva militància política al Partit dels Comunistes de Catalunya (PCC), on va assumir múltiples tasques militants i de direcció, com les de responsable del sector d'educació, directora del diari Avant, coordinadora del Comitè Executiu o responsable de l'Escola de Formació. Després del procés d'unitat comunista a Catalunya, dut a terme el 2014, és militant de Comunistes de Catalunya, partit del qual és dirigent, formant part del Comitè Central i del Comitè Executiu.
Ha presidit la Fundació l’Alternativa entre els anys 2014 i 2020. És senadora des del 2019, en representació de Sobiranistes, al grup parlamentari compartit amb ERC i EH Bildu, nomenada pel Parlament de Catalunya com a senadora de representació autonòmica. Com a mestra i militant comunista, ha dut a terme una intensa tasca sindical: afiliada a CCOO, ha assumit diferents responsabilitats, primer a la Federació d'Educació i després a la de Pensionistes i Jubilats. També ha tingut una implicació important en el moviment feminista.
En el marc de la 8a Assemblea Nacional d'EUiA, Adelina Escandell es reincorpora al Consell Nacional d'EUiA, com també ho fa el dirigent comunista Joan Josep Nuet. En el ple del Parlament de Catalunya de l'1 de setembre de 2023 va ser substituïda pel secretari general de Comunistes de Catalunya, Hector Sánchez Mira, com a senadora de designació autonòmica.
Col·labora habitualment amb la publicació digital La Realitat.